# Winter in America
Albums de Gil Scott-Heron et Brian Jackson
The Revolution Will Not Be Televised
(1974) The First Minute of a New Day
(1975)
Winter in America est un album de Gil Scott-Heron et Brian Jackson, sorti en 1974.

## L'album
Il atteint la 6e place du Billboard dans la catégorie Album de jazz et fait partie des 1001 albums qu'il faut avoir écoutés dans sa vie. 

### Titres
Tous les titres sont de Gil Scott-Heron et Brian Jackson

#### Face A
1. Peace Go with You, Brother (As-Salaam-Alaikum) (5:27)
2. Rivers of My Fathers (8:19)
3. A Very Precious Time (5:17)
4. Back Home (2:51)

#### Face B
1. The Bottle (5:14)
2. Song for Bobby Smith (4:38)
3. Your Daddy Loves You (3:25)
4. H²Ogate Blues (8:08)
5. Peace Go with You Brother (Wa-Alaikum-Salaam) (1:10)

### Musiciens
- Gil Scott-Heron : voix, piano électrique
- Brian Jackson : piano électrique, piano acoustique, flûte, voix
- Danny Bowens : basse
- Bob Adams : batterie